# 福兴地镇
福兴地镇，是中华人民共和国辽宁省阜新市阜新蒙古族自治县下辖的一个乡镇级行政单位。

## 行政区划
福兴地镇下辖以下地区：
福兴地村、界力花村、西大营子村、十家子村、新丘村、奈木岗岗村、杜力营子村、生保营子村、良官营子村和乌兰木头村。